# Thriplow
Thriplow är en by i Thriplow and Heathfield parish i distriktet South Cambridgeshire i grevskapet Cambridgeshire i England. Byn är belägen 13 km från Cambridge. Byn nämndes i Domedagsboken (Domesday Book) år 1086, och kallades då Trepeslai/Trepeslau.